# Maciej Garwolczyk
Maciej Garwolczyk (zm. w połowie listopada 1592 we Lwowie) – polski drukarz działający w latach 1577–1586 w Krakowie i 1586–1591 we Lwowie.
Przez małżeństwo z wdową po krakowskim drukarzu Stanisławie Sienniku objął i prowadził jego drukarnię.  W 1584 wydał najbardziej znaczące w swoim dorobku dzieło Herby rycerstwa polskiego Bartosza Paprockiego. Z produkcji jego oficyny znane jest ok. 15 druków o łącznej objętości 350 arkuszy.